# Karl Frederick
Karl Telford Frederick (* 2. Februar 1881 in Chateaugay, Franklin County NY; † 11. Februar 1963 in Rye, Westchester County NY) war ein amerikanischer Sportschütze.
Er gewann bei den Olympischen Sommerspielen 1920 in Antwerpen im Einzel- und im Mannschaftswettbewerb mit der Freien Pistole auf 50 Meter Distanz sowie im Mannschaftswettkampf mit der Schnellfeuerpistole insgesamt drei Goldmedaillen. Bei den Spielen 1948 in London war er Mannschaftsleiter des amerikanischen Schützenteams.
Karl Frederick studierte bis 1908 Rechtswissenschaften an der Princeton University sowie an der Harvard University und praktizierte langjährig als Rechtsanwalt in New York. In den 1930er Jahren wirkte er als Präsident der National Rifle Association.